# ГРАД-квартет
«ГРАД-квартет» — российский ансамбль из Санкт-Петербурга. Был образован в 2006 году студентами Санкт-Петербургского государственного университета культуры и искусств.

## История
Осенью 2006 года у участников «Терема-Квартета» и Антипова Андрея появляется идея создания коллектива, схожего с «Терем-квартетом». И в 2006 году в стенах Санкт-Петербургского Университета культуры и искусств рождается ещё один музыкальный коллектив с рабочим названием «Терем-ОК». В состав ансамбля вошли друзья и коллеги Андрея. Виртуозы и профессионалы своего дела. Ансамбль «ТеремОк», а последствии переименованный в «ГРАД-КВАРТЕТ» моментально становится очень популярен и востребован, как в России так и за рубежом. Он выступает на различных конкурсах и музыкальных фестивалях, где сразу завоёвывает широкое признание, становится лауреатом и обладателем «ГРАН-ПРИ» (Италия).
5 мая 2011 года коллектив дал концерт в г. Лимассол (Кипр) в рамка проходивших там Дней Санкт-Петербурга.
6 января «Град-квартет» выступал на праздновании Православного рождества на Мальте, организованного Российским центром науки и культуры. Мероприятие проходило под патронажем президента Мальты Джорджа Абелы. На вечере присутствовало более 200 представителей мальтийской политической элиты. Виртуозное исполнение оригинальных композиций, сочетающих в себе отрывки из различных музыкальных направлений, вызвало настолько бурные аплодисменты, что артисты «Град квартет» с удовольствием исполнили несколько наиболее понравившихся произведений на бис.
19 сентября 2012 года состоялся камерный концерт ансамбля «Град-Квартет» в центральном зале Технического университета г. Брно, прошедший под патронатом Генерального консула России в Брно А. Шарашкина и первого заместителя гейтмана Южноморавского края С.Юранека. В двух отделениях концерта ансамбль виртуозно исполнил произведения собственного сочинения, народные и классические композиции в собственной обработке.
В 2012 году ансамбль «Град-квартет» участвует в Днях русской культуры в Индии.

## Награды и призы
- Лауреат международного фестиваля-конкурса «Лето в Терийоки», 2007 г.
- Обладатель ГРАН-ПРИ международного конкурса 'CITTA DI LANCIANO', г. Ланчано, (ИТАЛИЯ) 2008 г.
- Лауреат I-ой премии международного конкурса музыки аргентинского композитора Астора Пьяццолы 'Libertango' г. Ланчано, (ИТАЛИЯ), 2009 г.
- Обладатель премии комитета по культуре правительства Санкт-Петербурга «За вклад в продвижение современной культуры» , 2011 г.